# Арешонков Володимир Юрійович
Володимир Юрійович Арешонков (нар. 17 грудня 1957, Коростень, Житомирська область) — Народний депутат України. Заслужений працівник освіти України (2017). Почесний громадянин Коростеня (2017).

## Освіта
1981 — Ужгородський державний університет, російська мова і література, філолог-викладач;
2003 — Українська академія державного управління при Президентові України, державне управління-магістр державного управління;
2007 — кандидат педагогічних наук;
2008 — доцент кафедри управління освітою та інноваційних освітніх технологій.
2015 — Доктор педагогічних наук.
2016 — професор кафедри спеціальних історичних дисциплін та правознавства ЖДУ ім. Франка.

## Трудова та політична діяльність
Квітень 1998 — грудень 2001 — заступник міського голови Коростенського міськвиконкому.
Грудень 2001 — вересень 2002 — начальник відділу у справах національностей, міграції та релігії Житомирської облдержадміністрації.
Вересень 2002 — березень 2005 — начальник управління освіти і науки Житомирської облдержадміністрації.
Березень 2005 — січень 2009 — проректор Житомирського обласного інституту післядипломної педагогічної освіти.
Березень 2006 — кандидат у народні депутати України від Опозиційного блоку «Не так!», № 225 в списку. Був членом СДПУ(О).
Січень 2009 — квітень 2010 — заступник міського голови виконкому Коростенської міської ради Житомирської області.
Квітень — листопад 2010 — призначений Віктором Януковичем головою Коростенської районної державної адміністрації.
З 17 листопада 2010 року — перший заступник голови Житомирської обласної ради.
27 листопада 2014 року — обраний Народним депутатом України на 64 мажоритарному окрузі з центром в м. Коростень від партії Блок Петра Порошенка. Заступник голови Комітету Верховної Ради України з питань Регламенту та організації роботи Верховної Ради України.
25 грудня 2018 року внесений до списку санкцій Росії.
21 липня 2019 року переміг як самовисуванець на 64 виборчому мажоритарному окрузі у Житомирській області на позачергових виборах до Верховної Ради України.
29 серпня 2019 року обраний народним депутатом України по 64 мажоритарному округу, член Комітету Верховної Ради України з питань правоохоронної діяльності та депутатської групи «Довіра».
Група нардепів зареєструвала законопроєкт про штрафи за образу правоохоронців, серед них і Арешонков Володимир.
22 липня 2025 року голосував за закон України 12414 який був ухвалений з порушенням Регламенту Верховної Ради України та підпорядкував НАБУ та САП Генеральному прокурору і викликав масові протести.